# های لول
های لول (به انگلیسی: High Level) یک منطقهٔ مسکونی در کانادا است که در مکنزی واقع شده‌است.های لول ۳٬۱۵۹ نفر جمعیت دارد و ۳۲۰ متر بالاتر از سطح دریا واقع شده‌است.